# Ümmi Sultan
Ümmi Sultan (? – 10. května 1720) byla osmanská princezna, dcera osmanského sultána Mehmeda IV. a jeho manželky Emetullah Rabia Gülnuş Sultan. Byla také sestrou dvou dalších sultánu, Mustafy II. a Ahmeda III.

## Mládí
Ümmi Sultan byla dcerou sutlána Mehmeda IV. a jeho manželky Gülnuş Sultan. Datum jejího narození je neznámý, podle historika Sakaoğlu to bylo před rokem 1680. Byla nejmladším dítětem obou svých rodičů. Měla dva bratry, sultána Mustafu II. a Ahmeda III., a dvě sestry, Hatice Sultan a Fatmu Sultan.

## Manželství
Zatímco její starší sestry Hatice a Fatma byly provdány v roce 1675, ona v té době byla kojencem a tak měla svatbu až později. Její otec byl sesazen z trůnu v roce 1687 a tak bylo opět nemožné, aby se provdala. Její strýc, sultán Ahmed II., ji však měl velmi ráda a nakonec ji provdal za Silahdar Çerkes Osmana Pašu. Svatba se konala v lednu roku 1694 v paláci Edirne. Na svatbě se také podílela manželka sultána Ahmeda, Rabia Sultan. Jako svatební dar dostali palác Sinana Paši. Pár spolu měl dvě dcery, Hatice Hanımsultan a Fatmu Hanımsultan.
Její dcera Hatice zemřela v roce 1698 a Fatma v roce 1701. Obě byly pohřbeny v Nové mešitě.

## Smrt
Ümmi Sultan zemřela 10. května 1720 na neštovice ve velmi mladém věku. Byla pohřbena v mauzoleu své babičky, Turhan Hatice Sultan v Nové mešitě v Istanbulu.